# Querelle des Bouffons

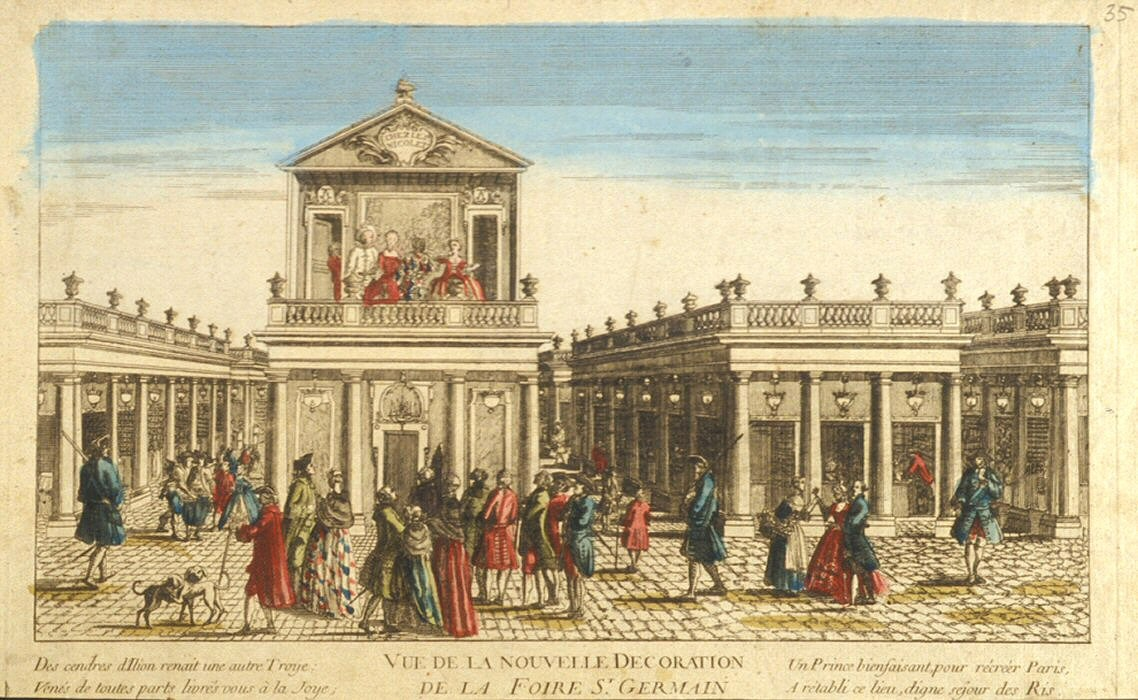
"Théâtre de la Foire", en aquest teatre es posarà en marxa un nou sistema d'òpera a França

La baralla dels Bouffons o guerra de les  Monedes és una polèmica parisenca que va oposar, des de l'any 1752 a l'any 1754, als defensors de la música francesa agrupats darrere de Jean-Philippe Rameau (racó del rei) i als partidaris d'una obertura cap a altres horitzons musicals, reunits. al voltant del filòsof i musicòleg Jean-Jacques Rousseau (racó de la Reina), partidaris de la italianització de l'òpera francesa.

## Un xoc cultural
La baralla va esclatar l'1 d'agost de 1752, quan una companyia itinerant italiana, la d'Eustacchio Bambini, es va traslladar a la Reial Acadèmia de Música (la futura Òpera) per oferir representacions d'intermezzi i òpera buffa. Comencen amb l'actuació de La serva padrona de Pergolesi. La mateixa obra ja s'havia donat a París l'any 1746, però sense cridar la menor atenció. És el fet mateix d'haver-lo presentat a la Reial Acadèmia el que crea l'escàndol. La Reial Acadèmia no té la plasticitat de la Comédie-Française on es poden alternar fàcilment les tragèdies amb les comèdies o les farses de Molière. La comèdia a la Reial Acadèmia de la Música sempre ha estat força limitada.
Al segle xviii, l'òpera italiana va evolucionar molt, més ràpidament que la tragèdia lírica o la tragèdia musical (típicament francesa) fins que es va dividir en dos gèneres, l'òpera seria (amb temes seriosos sobre llibrets d'Apostolo Zeno i Metastasio) i l'òpera buffa o òpera còmica (de buffo = risible, grotesc, bufó) que introdueix al teatre interludis còmics impregnats de lleugeresa, ingenuïtat, senzillesa, irracionalitat i trivialitat quotidiana.
Si el "ballet bufó" que va poder representar Platée, tragèdia en música de Rameau (1745), ja va donar pas a elements còmics (assonàncies en "oi" imitant el cant de les granotes, etc.), és més aviat com a elements paròdics del gènere. La peça també va ocupar un lloc marginal fins a l'esclat de la baralla. D'altra banda, el que més endavant s'anomenarà l'òpera-bouffon no es conforma amb la paròdia del gènere seriós sinó que produeix un tipus de comèdia original, més popular, força proper a la farsa i la comèdia de màscares.
L'èxit inesperat d'aquests "bufons" dividirà la intel·lectualitat parisina en dos clans. Entre partidaris de la tragèdia lírica, representant reial de l'estil francès, i simpatitzants de lòpera-bouffon, terrenal defensor de la música italiana, neix una autèntica baralla de pamfletaris que animarà els cercles musicals de la capital francesa fins al 1754.

## El paper de Jean-Jacques Rousseau
L'any 1753, un any després de l'arribada dels Bouffon, Rousseau va publicar un fullet (Lettre sur la musique française), en el qual va muntar La Serva va agafar força i, a finals d'any, va publicar una edició gravada per distribuir un text incorrupte. Aquestes dues intervencions pesaran molt en la recepció de l'obra.
| « | "Però sense insistir en el Duo Tràgic, una mena de música de la qual ni tan sols es té la idea a París, puc citar un duet còmic que és conegut per tothom, i ho citaré amb valentia com a model de cançó. unitat de melodia, diàleg i gust, que, al meu parer, no li faltarà de res, quan estigui ben interpretat, sinó d'oients que la saben escoltar: és el del primer acte de la Serva padrona, Lo conosco a quegl'occhietti, etc. Admeto que pocs músics francesos estan en condicions de sentir-ne la bellesa, i jo diria de Pergolesi, com deia Ciceró d'Homer, que ja ha avançat molt en l'art, per gaudir de la seva lectura. (Fragment de la Carta sobre la música francesa de Jean-Jacques Rousseau)» | » |

En aquest mateix text, lloa les qualitats musicals de l'italià i desborda molt severament el francès:
| « | "Crec haver demostrat que a la música francesa no hi ha ni mesura ni melodia, perquè la llengua no n'és susceptible; que el cant francès no és més que un lladruc continu, insuportable per a qualsevol oïda no preparada; que l'harmonia és crua, sense expressió i sentint només el seu farciment d'escolar; que els aires francesos no són aires; que el recitatiu francès no és recitatiu. De la qual concloc que els francesos no tenen música i no la poden tenir; o que si alguna vegada en tenen, tant pitjor per a ells.(Jean-Jacques Rousseau, Obres completes, volum 10, p. 318)" | » |

En el món parisenc, aquestes declaracions es faran contra ell tant com a provincial com com a estranger.

## Identitat francesa i rivalitats estètiques
Entre els pamfletaris del bàndol contrari, el pare Castel, per exemple, respondrà en aquests termes:
| « | "Una nació com la francesa, la unitat de la qual ha estat tan perfecta durant almenys mil dos-cents anys, sota la unitat d'un gran i mateix imperi, no pateix de bon grat la superioritat massa marcada i massa pronunciada de cap nació. sobretot, ni en aquesta extensió ni en aquest nombre, ni aquesta antiguitat ni aquesta unitat de país." | » |

Quaranta anys abans de la batalla de Valmy, hauríem de veure-hi, doncs, l'afirmació d'una identitat nacional davant l'amenaça de l'imperialisme cultural? De fet, la idea de nació avançada aquí representa només el microcosmos parisenc, és a dir, el bon plaer de la cort, per tant la bona voluntat del monarca. D'altra banda, l'òpera italiana presenta una forma estètica que ja no és només italiana sinó europea o almenys internacional, ja que molts dels compositors del gènere no són italians. Alemanys com Friedrich Melchior, Baron von Grimm i d'Holbach es troben entre els partidaris més ardents de l'òpera italiana. L'argument del pare Castel neix del fet que al segle xviii, per a la cort reial, només França podia afirmar que era la nació dominant a Europa. I els comentaris més bel·licosos o defensius provenen dels partidaris del gènere francès.
Tanmateix, a través del tema de la dominació cultural, es juga sobretot la confrontació de dues estètiques. A la quarantena d'opuscles que esquitxen el període, el contrast és recurrent entre una llengua italiana totalment musical i una òpera italiana que afavoreix la cançó per sobre d'una llengua francesa més consonant, més articulada i un gènere francès més preocupat pel text. A més, per a la festa "francesa", el riure que provoca l'òpera còmica es considera perjudicial perquè provoca pèrdua d'autocontrol i és contrari a la raó, mentre que el partit "italià" apel·la a la ràbia i l'emoció.

## Renovació de formularis
El mateix any, Rousseau acabava de compondre la seva petita òpera Le Devin du village, estrenada a Fontainebleau el 18 d'octubre de 1752. El terme "interludi" la vincula explícitament amb el gènere il·lustrat alhora per Les Bouffons a l'escenari de l'Òpera., però podem dir que Rousseau hi va fer realitat el seu somni d'italianitzar l'òpera francesa? La seva música està lluny de la de Pergolesi. L'obra no va sorprendre a les autoritats judicials, ja que la mateixa Madame de Pompadour va interpretar el paper de Colin durant una actuació al "Château de Bellevue". Per tant, no semblava subversiu, i el seu caràcter pro-italià no era evident, per la simple raó que quan componia l'obra encara no havia assistit a les representacions d'òperes italianes a la Reial Acadèmia de Música.
Disset anys després d'una primera versió, creada el 1737, que no va tenir un èxit durador tot i que aquesta òpera renovava el tràgic ritual musical inventat per Lully, Jean-Philippe Rameau va proposar, el 1754, mentre encara es fonien els brocats de la Querelle des Bouffons, un versió profundament reelaborada de Castor et Pollux. Aquesta vegada, l'obra, presentada com el model de l'estil francès oposat a l'italià, va triomfar, i durant molt de temps.

El 30 de juliol de 1753, Jean Monnet va presentar una obra d'Antoine Dauvergne titulada Les troqueurs al teatre de la fira. Sobre un llibret de Vadé inspirat en una faula de La Fontaine, l'obra va ser composta en estil italià, a instàncies del director del teatre. La identitat de Dauvergne es va disfressar primer i el compositor es va presentar com "un músic italià que sabia francès". Encantats, els partidaris de Les Bouffons van felicitar Jean Monnet per aquesta creació abans de descobrir la veritable identitat del compositor. L'Òpera va tenir un gran èxit a l'escenari parisenc, com va informar el "Mercure de France":
| « | "La música d'aquest interludi, el primer que hem tingut a França en un estil purament italià, és de M. Dauvergne. No hi ha ningú que no s'hagi sorprès de la facilitat que va tenir aquest gran harmonista per copsar un gust que li era completament aliè. El desig de veure una cosa tan singular va atreure tot París a aquest espectacle, i el plaer hi va cridar tots aquells que són sensibles als encants de la bona música." | » |

Al final, sembla que aquesta polèmica, que després d'un inici cortès, augmentarà una mica i s'extingirà al cap de dos anys, haurà constituït un gran moment d'obertura de la música francesa a noves estètiques de valors. La forma francesa, sense renunciar a si mateixa, s'obrirà a influències i renovarà el gènere. A la "Comédie-Italienne" i en particular al "Théâtre de la Foire" es posarà en marxa un nou sistema d'òpera que reutilitza allò que ha estat objecte de la baralla: naturalitat i senzillesa davant la riquesa harmònica de la tragèdia en la música. .